# Bell XP-83
Bell XP-83 là một mẫu thử máy bay tiêm kích hộ tống của Hoa Kỳ do hãng Bell Aircraft thiết kế trong Chiến tranh Thế giới II. Nó bay lần đầu vào năm 1945. Đây là một trong những máy bay phản lực đầu tiên của Hoa Kỳ, nhưng do hiệu năng kém nên đã bị thay thế bởi những mẫu thiết kế tiên tiến hơn.

## Thiết kế và phát triển
Các máy bay tiêm kích phản lực đời đầu tiêu thụ nhiên liệu rất lớn, khiến máy bay có tầm hoạt động cũng như thời gian bay hạn chế. Tháng 3/1944, Không quân Lục quân Hoa Kỳ (USAAF) yêu cầu hãng Bell thiết kế một mẫu tiêm kích tăng thời gian bay, và chính thức ký 1 hợp đồng chế tạo 2 mẫu thử vào 31/7/1944.
Hãng Bell bắt đầu làm việc với mẫu thiết kế "Model 40" từ năm 1943. Nó được thiết kế lại từ máy bay tiêm kích hộ tống tầm xa P-59 Airacomet, vẫn giữ nguyên bố trí tổng thể. 2 động cơ tuabin phản lực General Electric J33-GE-5 được đặt ở gốc cánh mỗi bên, còn thân dùng để chứa nhiên liệu và vũ khí. Khung thân làm bằng kim loại, có thể mang được 1.150 gal (4.350 l) nhiên liệu, ngoài ra cũng có thể mang được 2 thùng nhiên liệu bên ngoài 250 gal (950 l). Buồng lái được điều áp, nắp vòm kính nhỏ và thấp. Vũ khí gồm 6 khẩu súng máy 0,5 in (12,7 mm) ở mũi.

## Thử nghiệm
Các báo cáo thử nghiệm mô hình trong hầm gió chỉ ra sự bất ổn định hướng, nhưng đuôi lớn hơn sẽ giúp khắc phục được vấn đề này, mặc dù nó vẫn chưa sẵn sàng cho bay thử nghiệm. Mẫu thử đầu tiên bay ngày 25/2/1945, do phi công thử nghiệm của Bell là Jack Woolams điều khiển, Woolams thấy nó không ổn định và không đủ nhanh. Mẫu thử thứ 2 có đuôi mở rộng và hệ thống cánh lái nhỏ. Một đặc tính đặc trưng là XP-83 rất khó giảm tốc độ do hình dáng khí động thon và thiếu phanh hãm; phi công thử nghiệm buộc phải bay là mặt đất trên quãng đường dài mới hạ cánh được.
Mẫu thử đầu tiên được sử dụng vào năm 1946 với nhiệm vụ thử nghiệm động cơ ramjet, người ta làm thêm chỗ ngồi cho kỹ sư ngay sau chỗ ngồi của phi công, ngày 14/9/1945 một động cơ ramjet đã xảy ra cháy – phi công "Slick" Goodlin và kỹ sư Charles Fay đã phải nhảy dù để thoát ra. Mẫu thử thứ hai bay ngày 19/10 và bị hủy bỏ vào năm 1947. XP-83 kém hơn P-80 Shooting Star của Lockheed về nhiều mặt, nên đề án XP-83 bị hủy bỏ vào năm 1947.

## Tính năng kỹ chiến thuật (XP-83)
Dữ liệu lấy từ War Planes of the Second World War

### Đặc điểm riêng
- Tổ lái: 1
- Chiều dài: 44 ft 10 in (13,67 m)
- Sải cánh: 53 ft 0 in (16,15 m)
- Chiều cao: 15 ft 3 in (4,65 m)
- Diện tích cánh: 431 sq ft (40,0 m²)
- Trọng lượng rỗng: 14.105 lb (6.400 kg)
- Trọng lượng có tải: 24.090 lb (10.930 kg)
- Trọng lượng cất cánh tối đa: 27.500 lb (12.500 kg)
- Động cơ: 2 động cơ tuabin phản lực General Electric J33-GE-5, lực đẩy 4.000 lbf (18 kN) mỗi chiếc

### Hiệu suất bay
- Vận tốc cực đại: 522 mph (453 kn, 840 km/h) trên độ cao 15.660 ft (4.775 m)
- Tầm bay:
  - Với nhiên liệu tự mang: 1.730 mi (1.500 nmi, 2.785 km)
  - Thêm thùng nhiên liệu mang ngoài: 2.050 mi (1.780 nmi, 3.300 km)
- Trần bay: 45.000 ft (14.000 m)
- Vận tốc lên cao: 5.650 ft/min (28,7 m/s)
- Lực nâng của cánh: 56 lb/sq ft (273 kg/m²)
- Lực đẩy/trọng lượng: 0,33

### Vũ khí
- Súng:
  - 6 khẩu súng máy M2.50 in (12,7 mm) hoặc
  - 6 khẩu súng máy T17E3.60 in (15,2 mm) hoặc
  - 4 khẩu pháo Hispano 20 mm (0,79 in) hoặc
  - 1 khẩu pháo 37 mm (1,46 in) ở mũi
- 2 quả bom

### Máy bay có cùng sự phát triển
- Bell P-59 Airacomet